# Рок-н-ролл
Рок-н-ролл (от англ. rock and roll или rock ’n’ roll — «качайся и крутись») — жанр популярной музыки, получивший распространение в Соединённых Штатах в конце 1940-х — начале 1950-х годов. Сформировался из комбинации элементов афроамериканских и «белых» жанров, таких как ритм-н-блюз и кантри. Стиль белых исполнителей получил также название рокабилли. Несмотря на то, что элементы рок-н-ролла можно услышать в блюзовых записях 1920-х годов и в записях кантри 1930-х, жанр не приобрёл своего названия до 1954 года.
Фортепиано или саксофон были ведущим инструментом в самых ранних стилях рок-н-ролла, но они, как правило, заменялись или дополнялись гитарой в середине и конце 1950-х годов.
Отличительные черты — это чёткий ритм, быстрый темп, раскованность исполнения. Традиционными инструментами являются электрогитара, контрабас, ударные, фортепиано и саксофон. Состав рокабилли-коллективов обычно 3 человека (гитара, контрабас, ударные). Для рок-н-ролла характерен размер 4/4 (четыре четверти).
По словам журналиста Грега Кота, «рок-н-ролл» относится к стилю популярной музыки, зародившемуся в Соединённых Штатах в 1950-х годах. К середине 1960-х рок-н-ролл превратился в «более всеобъемлющий международный стиль, известный как рок-музыка, хотя последний также по-прежнему известен во многих кругах как рок-н-ролл». В статье рассматривается первое определение.

## Истоки
Рок-н-ролл явился результатом синтеза различных стилей американской музыки. В 1950-х годах белые и черные музыканты американского Юга стали смешивать ритм-энд-блюз, буги-вуги, кантри и госпел, добиваясь нового звучания. Билл Хейли использовал афроамериканский сленг и ритмы буги-вуги в своих ритмичных песнях, построенных на кантри с примесью джаза и буги-вуги.

## Происхождение термина
Считается, что музыкальный термин «рок-н-ролл» был введён в обиход Аланом Фридом, энергичным диск-жокеем из Кливленда, много сделавшим для популяризации новой музыки, которая в то время встречала достаточно широкий отпор со стороны консервативного общества США. Рок-н-ролл явился первым стилем в современной популярной музыке, развитым и играемым одинаково как белыми, так и чёрными исполнителями, что в итоге привело к частичному снижению расовой накалённости тех лет (при том, что этот жанр был сугубо аполитичным). Помимо песен, изначально написанных в новом стиле, ранние исполнители рок-н-ролла также исполняли народные песни, старые блюз-, кантри- и джаз-композиции, придавая им стилистику рок-н-ролльного звучания.

## Ранние записи
В 1949 году афроамериканский исполнитель Вайнони Харрис записал песню под названием «All She Wants to Do Is Rock», где было употреблено слово «рок-н-ролл» в отношении музыки.
Несмотря на то, что сложно чётко обозначить временное начало стиля, исследователи часто отдают первенство первого рок-н-ролла песне «Rocket 88», записанной в марте 1951 года ритм-н-блюзовой группой Айка Тёрнера.
Первым рок-н-роллом также называют песню «The Fat Man» Фэтса Домино, с её чётким ритмом буги-вуги и фальцетным скэтом между куплетами; «Rock the Joint» (1952) и «Rock Around the Clock» (1954) Билла Хэйли; «That’s All Right» (1954) Элвиса Пресли.

Песня Билла Хэйли «Rock Around the Clock», записанная 12 апреля 1954 года, и «Shake, Rattle and Roll» сыграли решающую роль в массовой популярности рок-н-ролла, до того бывшего лишь музыкальным экспериментом, известным слушателям местных радиостанций. Так как термин «рок-н-ролл» тогда ещё не был общепризнан, «Rock Around the Clock» была обозначена на пластинке как «фокстрот».

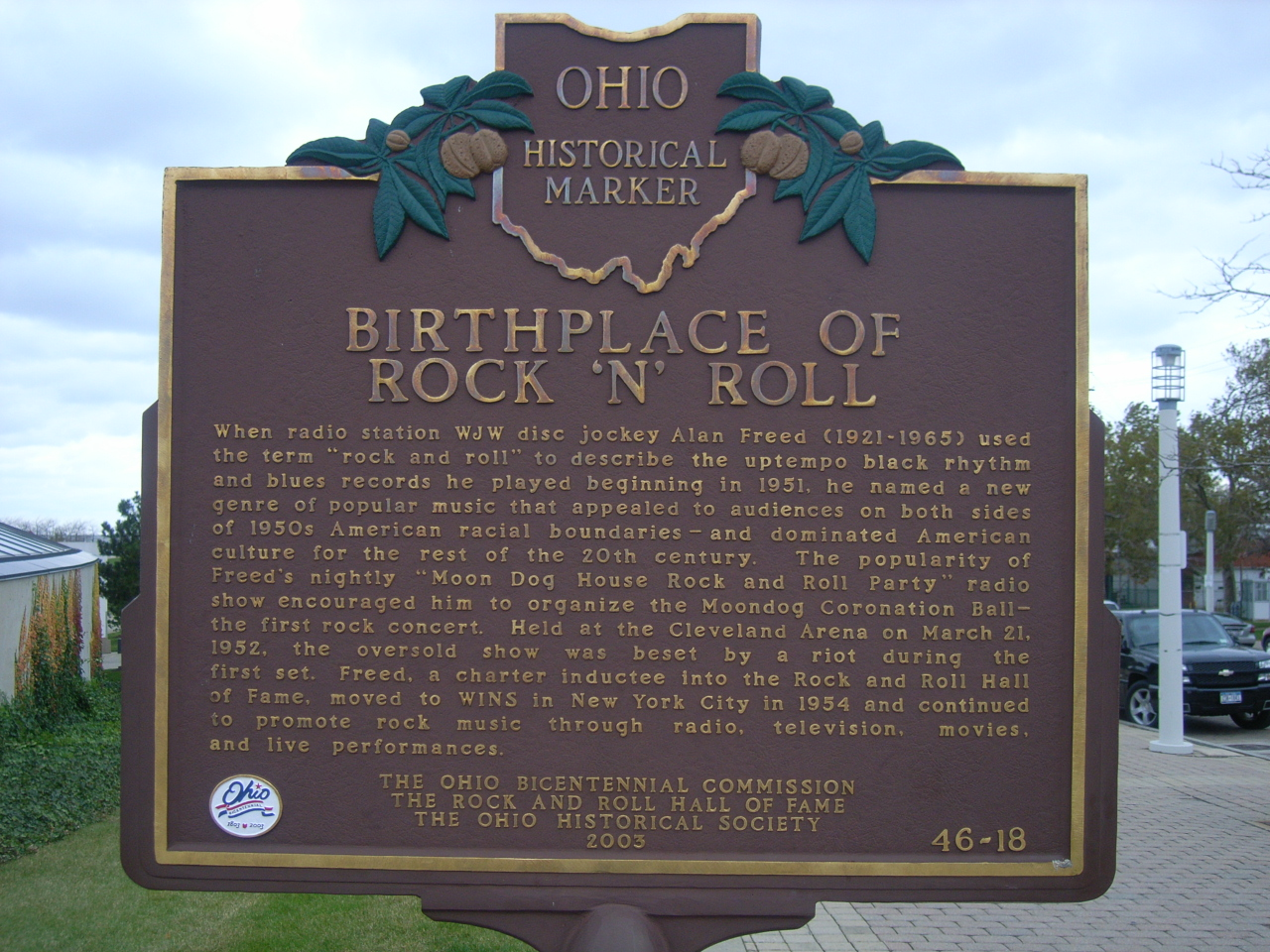
Памятная табличка рядом с Музеем и Залом Славы рок-н-ролла в Кливленде, Огайо

## Влияние кантри-музыки
В середине 1950-х годов популярность рок-н-ролла не обошли вниманием некоторые звёзды кантри, подтвердив, таким образом, его связь с традиционной музыкой белых американцев. Некоторые известные, но немолодые уже кантри-музыканты записали композиции в жанре рок-н-ролл, носившие, в основном, единичный характер в их дискографии. Среди них «So, Let’s Rock» (1956) Боба Уиллса, «Rock of Gibraltar» (1956) Хэнка Пенни, «Every Night» (1957) Текса Уильямса. Более молодые кантри-исполнители использовали на записях в новом стиле традиционные инструменты: фиддл, аккордеон.
Органично вписались в рок-н-ролл те музыканты, которые ещё до середины 1950-х годов совмещали белые стили вестерн, хиллбилли и хонки-тонк с афроамериканским буги-вуги и блюзом: Линк Дейвис, Хардрок Гантер, Рой Холл. Наиболее успешный из них — Билл Хэйли — стал звездой рок-н-ролла.
Молодые пионеры рок-н-ролла — Карл Перкинс, Элвис Пресли, Джин Винсент — делали новые аранжировки известных кантри-песен Хэнка Уильямса, Билла Монроу и некоторых других.

## Влияние ритм-н-блюза
Влияние ритм-н-блюза считается одним из определяющих в рок-н-ролле. Многие пионеры рок-н-ролла записывали свои кавер-версии песен афроамериканских исполнителей.
Среди успешных профессиональных композиторов в жанре рок-н-ролл были белые американцы: Джерри Либер и Майк Столлер, Отис Блэкуэлл. Зачастую песни сочиняли сами исполнители.

## Расцвет жанра

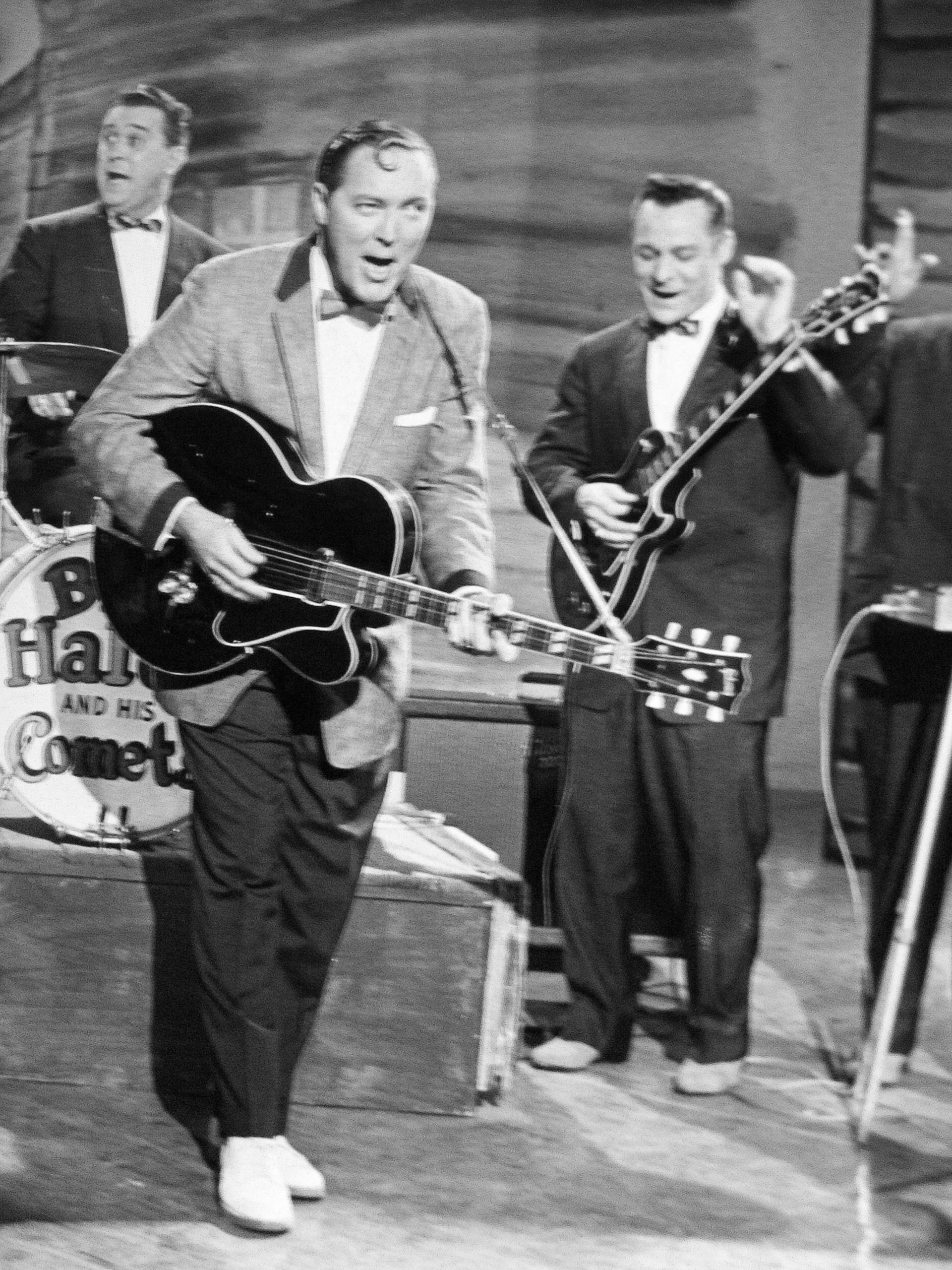
Билл Хэйли, 1958 год

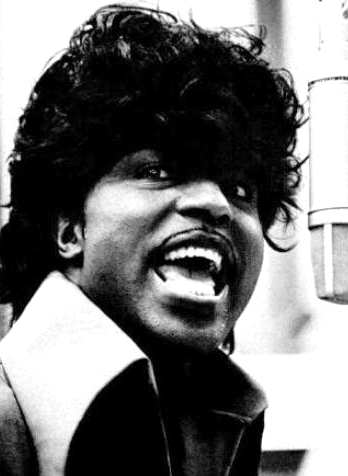
Литл Ричард, 1967 год

Бо́льшая часть исполнителей рок-н-ролла — белые американские подростки, начавшие музыкальную карьеру в середине 1950-х годов и записывавшиеся на небольших и крупных фирмах, чей стиль стали называть рокабилли: Джонни Бёрнетт, Санни Бёрджесс, Чарли Федерс. Классическое звучание рок-н-ролла было сформировано группой Билла Хэйли в начале 1950-х годов, звучание рокабилли — первыми записями трио Элвиса Пресли.
Среди известных афроамериканских исполнителей, внёсших свою лепту в рок-н-ролл, выделяется Луи Джорден, записавший в 1956 году альбом «Rock’n’Roll», а также Биг Джо Тёрнер. Более молодые афроамериканские исполнители ритм-н-блюза стали популярны среди белой американской молодёжи в 1950-х годах: Литл Ричард, Фэтс Домино, Чак Берри, вокальные ансамбли The Platters, Deep River Boys, The Treniers.
Олицетворением рок-н-ролла до сих пор является Элвис Пресли, наречённый «королём рок-н-ролла» ещё в 1956 году и оказавший огромное музыкальное и стилистическое влияние на молодое поколение не только США, но и всего мира. «Первой леди рок-н-ролла» или «королевой рокабилли» называли Ванду Джексон с её специфическим резким вокалом.
После коммерческого успеха Пресли, рок-н-ролл мгновенно стал объектом интереса кинематографа, а также крупнейших лейблов, которые старались переманить к себе начинающих талантливых исполнителей из маленьких студий. В 1956—1957 гг. рок-н-ролл пополнился новыми звёздами — Карлом Перкинсом, Джерри Ли Льюисом, Бадди Холли, Эдди Кокраном, — привнёсшими новаторские приёмы игры и оказавшими ещё большее влияние на следующее поколение музыкантов. Особое место в истории инструментального рок-н-ролла занял Линк Рей, чья композиция «Rumble» оказала огромное влияние на развитие последующей гитарной музыки. Во второй половине 1950-х годов пластинки в стиле рок-н-ролл были одними из самых продаваемых в музыкальной индустрии США.
Параллельно существовало множество исполнителей, отшлифовывавших рок-н-ролл в стиле широко популярной музыки, особенно в вокальном стиле ду-воп.

## Конец 1950-х годов
Некоторые специалисты говорили об упадке рок-н-ролла в конце 1950-х и начале 1960-х годов. В 1957 году Литл Ричард стал проповедником и оставил поп-музыку; Элвис Пресли был призван в армию на два года и по возвращении был больше занят эстрадными песнями; Джерри Ли Льюис женился на 13-летней троюродной племяннице Майре Гейл Браун, чем вызвал скандал в обществе; Бадди Холли, Ричи Валенс и Биг Боппер погибли, разбившись на самолёте Beechcraft Bonanza в феврале 1959 года; Эдди Кокран погиб в автокатастрофе в 1960 году; Чак Берри был приговорён к тюремному заключению.
К началу 1960-х годов рок-н-ролл дал развитие таким музыкальным направлениям, как твист (Чабби Чекер), калифорнийский сёрф-рок (The Beach Boys). Свежие идеи, вдохнувшие в рок-н-ролл новую жизнь, были принесены из Старого Света «британским вторжением», возглавляемым The Beatles в первой половине 1960-х годов. Многие рок-н-ролльные хиты 1950-х годов были заново перепеты британскими группами. Тогда же начинает использоваться общий термин — «рок».

## Возрождение рок-н-ролла
В конце 1970-х годов наметилась тенденция к возрождению интереса к рок-н-роллу в его изначальном, бунтарском смысле. Особенно это коснулось Европы, в частности, Великобритании и Нидерландов, где стали появляться группы и звукозаписывающие лейблы, выпускающие записи 1950-х годов наравне с новыми исполнителями. Стиль групп, играющих такой новый образец рок-н-ролла, некоторые называют нео-рокабилли. Пик нео-рокабилли пришёлся на начало и середину 1980-х годов, в основном, в Европе и США, а во второй половине 1980-х нео-рокабилли стали исполнять в СССР.
Накануне этих событий панк-рок отождествлял себя именно с продолжением раннего рок-н-ролла (Ramones, Sex Pistols, The Clash).

## Рок-н-ролл в СССР
Уже в середине 1950-х коллектив Анатолия Васильева записывал западные радиостанции и играл записанные шлягеры на танцах.
Примерно в это же время группы со схожим репертуаром появились в Москве и Прибалтике. Музыка была достаточно любительского характера, и в скором времени рок-н-ролл был смещён «британским вторжением» — The Shadows, The Beatles, The Rolling Stones.
На официальном уровне рок-н-ролл игнорировался, цензурировался и нередко был объектом антизападной пропаганды. Парадоксальным образом твист оказался вполне приемлемым и популярным жанром.
Рок-н-ролл, в его традиционном понимании, стали официально играть и записывать в СССР с 1980-х годов. Наиболее заметными группами в то время были таллинский «Рок-отель», московская группа «Браво», латвийский «Архив», свердловский «Топ», ленинградские «Зоопарк» и «Секрет». Во второй половине 1980-х стали появляться клубные коллективы, играющие рокабилли: «Мистер Твистер» и «Тихий час» из Москвы, ленинградские The Swindlers.

## Культурное воздействие
Рок-н-ролл повлиял на образ жизни, отношения, моду и язык. Афроамериканские и белые американские подростки наслаждались музыкой, может и поэтому рок-н-ролл сыграл важную роль в движении за гражданские права.